# Видавництво політичної літератури України
Видавництво політичної літератури України («Політвидав України») — радянське видавництво, засноване в 1922 році.

## Історія
Видавництво засноване 1922 року в Харкові під назвою «Пролетар» 
(…Всеукрвидав (Всеукраїнське державне видавництво), з лютого 1920 року підпорядковувалось ВУЦВК УСРР; у травні 1921 р. воно було перейменоване на Державне видавництво України (ДВУ, Держвидав) і перепідпорядковано Наркомату освіти).
 
У 1930-му році входило до складу Державного видавничого об'єднання України.
У 1931-му виділено як Партвидав ЦК КП(б)У. У 1936 році об'єднався з Держсоцеквидавом. З 1938 року — Держполітвидав при РНК УРСР.
З 1940 року — Політвидав при ЦК КП(б)У. З 25 вересня 1941 року видавництво у складі Укрвидаву, потім — Укрдержвидаву.
З 1946 року — окреме видавництво Укрполітвидав. У 1949 перейменовано на Держполітвидав УРСР, а з 1964 — Політвидав України.
У 1981 році видавництво випустило 193 книги загальним накладом 7,1 млн примірників.

## Спеціалізація
У радянські часи випускало українською мовою матеріали з'їздів КПРС та інші партійні документи, праці відомих представників комуністичних партій різних держав, іншу літературу з історії СРСР і УРСР, партійного і радянського будівництва, філософії, наукового комунізму, наукового атеїзму, політичної економії, зовнішньої політики СРСР, а також юридичну, художньо-документальну літературу, політичні плакати та наочні посібники.
Серед неординарних видань: Повне зібрання творів Леніна в 55-ти томах (1969—1975 рр); зібрання творів Маркса та Енгельса в 50-ти томах; Видання «КПРС в резолюціях і рішеннях з'їздів, конференцій і пленумів ЦК» у 13-ти томах; 8-ми томне зібрання праць Брежнєва тощо.

## Нагороди
- Орден Трудового Червоного Прапора (1972)